# جورج هارتلي (لاعب كريكت)
جورج هارتلي (23 يوليو 1909 في المملكة المتحدة - 25 أغسطس 1992 في المملكة المتحدة) (بالإنجليزية: George Hartley)‏ هو لاعب كريكت بريطاني (وحمل سابقاً جنسية المملكة المتحدة لبريطانيا العظمى وأيرلندا). لعب مع Denbighshire County Cricket Club ‏ ونادي مارليبون للكريكت ‏.

## وصلات خارجية
- جورج هارتلي (لاعب كريكت) على موقع إي آس بي آن كريك إنفو (الإنجليزية)